# Sitniczanka
Sitniczanka – potok, lewy dopływ Ropy. Jest ciekiem 4 rzędu o długości 19,364 km.  Jej zlewnia ma powierzchnię 55,85 km². Ma źródła na wysokości około 360 m w miejscowości Sitnica. Spływa przez miejscowości Rożnowice, Racławice. Binarowa i miasto Biecz, w którym na wysokości 245 m uchodzi do Ropy. Średni spadek potoku wynosi 5,94 m/km.
Cała zlewnia Sitniczanki znajduje się na Pogórzu Ciężkowickim. W większości są to tereny bezleśne – pola uprawne i zabudowania.